# Thomas Paine
Thomas Paine, född 9 februari (29 januari enligt g.s.) 1737 i Thetford, Norfolk, död 8 juni 1809 på 59 Grove Street i Greenwich Village i New York, var en brittisk-amerikansk radikal skriftställare, en av förgrundsgestalterna vid USA:s frigörelse från Storbritannien och franska revolutionen.

## Biografi
Thomas Paine växte upp bland bönder i östra England. Hans far, Joseph Paine, var kväkare men tillhörde Anglikanska kyrkan, och var till yrket korsettskräddare. Thomas Paine lämnade skolan vid tolv års ålder och blev lärling hos sin far. Under en period tjänstgjorde han på en kapare och återvände till England 1759, och öppnade då en korsettaffär i Sandwich, Kent, och gifte sig samma år, men blev änkling redan året därefter.
Under 1760-talet flyttade han ofta, och arbetade vid flera kontor, men med varierande framgång. 1768 flyttade han till Lewes, East Sussex, där han blev bekant med husets ägare, Samuel Ollive, som introducerade honom till ett lokalt ordenssällskap. Det var där Thomas Paine kom i kontakt med politiska frågor, och gick med i ett samfund som samlade in pengar till de fattiga. Han gifte om sig 1771 med Samuel Ollives dotter, Elizabeth, och försökte få en plats i parlamentet.
1772 publicerade han sin första politiska skrift, The Case of the Officers of Excise, en artikel på 21 sidor. Två år senare mötte han Benjamin Franklin i London, som rådde honom att emigrera till Amerika, och skrev personligen ett rekommendationsbrev. Innan Paine reste i oktober 1774, separerade han och hans andra hustru.

## Alster, idéer och inflytande

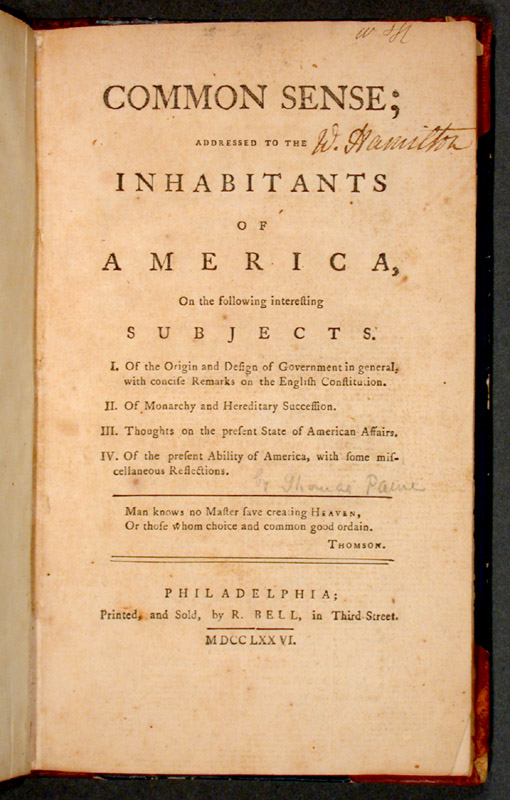
Common Sense (1776)

Med sin skrift Common Sense (1776), som delades ut och spreds bland invånarna i USA, gav han argument för USA:s frigörelse från Storbritannien. Han publicerade den anonymt. Skriften övertygade många, till exempel George Washington, att det rätta var att frigöra USA från England. Thomas Jefferson och Benjamin Rush fick idéer från skriften vid författandet av amerikanska självständighetsdeklarationen, och skriften beundrades även av Abraham Lincoln och Thomas Alva Edison.
1791 befann sig Paine i Europa, och då publicerade han Rights of Man under inflytande av franska revolutionen och som en motskrift till Edmund Burkes Reflections on the Revolution in France. I denna bok går Paine till angrepp mot monarkin och sociala förhållanden i Europa, och den var så kontroversiell att brittiska parlamentet drog Paine inför rätta in absentia. Vid det laget hade han dock begett sig till Paris på inrådan av William Blake. Han skrev även en andra del av Rights of man, om hur England borde reformeras.
Han var en ivrig anhängare av franska revolutionen, och blev invald i Nationalförsamlingen fastän han var utlänning. Han var dock emot avrättningen av Ludvig XVI, och blev på grund av sin bristande diplomati så osams med revolutionsledarna att Robespierre angav honom till revolutionstribunalet men han lyckades mot alla odds undgå att avrättas. I fängelset, förvissad om att han skulle dö, skrev han The Age of Reason. Det sista stora verket av Paine var Agrarian Justice från 1796 där han förespråkar såväl ålderspension som en form av basinkomst. 
Napoleon I träffade Paine 1800, men Paines beundran för Napoleon förbyttes i fördömande för dennes diktatoriska tendenser. Paine stannade i Frankrike till 1802, då han begav sig till Amerika, inbjuden av Thomas Jefferson. Han avled i New York några år senare. Bara sex personer närvarade vid begravningen. Kvarlevorna grävdes senare upp och flyttades till England av William Cobbett. Vad som hänt med kvarlevorna sedan dess är det ingen som fått någon klarhet i, men flera personer har gjort anspråk på att äga Paines skalle eller högra hand.

## Svenska översättningar
- Menniskans rättigheter (Rights of man) (översättning Carl Fredric Nordenskiöld den yngre, Stockholm, 1792)
- Det engelska finance-systemets aftagande och fall (anonym översättning, Stockholm, 1797)
- Förnuftets tidehvarf (The age of reason) (översättning Olof Bergstedt, Landin, 1865)
- Förnuftets tidehvarf: en undersökning angående sann teologi och fabel-teologi jämte samme författares "Granskning af de skriftställen i nya testamentet som där anföras som citat ur det gamla och som utgifvas för profetior om Jesu ankomst" (The age of reason) (översättning K. J. Ellington, Minneapolis, Minn.: Forskaren Publ. Co:s förl., 1903). Ny uppl. Stockholm: Frihetsförbundet, 1906
- Sunt förnuft (Common sense) (översättning Thomas Warburton, Ordfront, 1986)
- Människans rättigheter (Rights of man) (översättning Thomas Warburton , Ordfront, 1992). Ny uppl. Timbro, 2008